# Microcharmidae
Microcharmidae vormt een familie binnen de orde der schorpioenen. De familie bestaat uit slechts 2 geslachten, waarin 6 soorten zitten. Het zijn erg kleine schorpioenen met een maximale lengte van 16 mm. De soorten komen enkel in Congo en op Madagaskar voor.

## Taxonomie
- Geslacht Microcharmus
  - Microcharmus cloudsleythompsoni
  - Microcharmus fisheri
  - Microcharmus hauseri
  - Microcharmus jussarae
  - Microcharmus sabineae
- Geslacht Neoprotobuthus
  - Neoprotobuthus intermedius